# План сонтаранцев
«План сонтаранцев» — четвёртая серия четвёртого сезона сериала «Доктор Кто». Премьера серии состоялась 26 апреля 2008 года на канале BBC One. Сценарий был написан Хелен Рейнер, ранее написавшей сценарий к эпизодам «Далеки на Манхэттене» и «Эволюция Далеков» в третьем сезоне. Этот эпизод является первым в новом сериале, в котором появляются сонтаранцы. Последний раз они появлялись в эпизоде «Два Доктора». Также возвращается Марта Джонс, последний раз появившаяся в эпизоде «Последний Повелитель Времени».

## Сюжет
Доктора вызывает на Землю его бывшая спутница Марта Джонс. Теперь она занимает руководящую военную должность в UNIT. Проводится операция, цель которой — компания АТМОС. Эта компания стремится установить на каждый автомобиль Земли устройство «АТМОС», которое сводит к нулю выбросы углерода в атмосферу. На днях 52 человека в разных концах мира одновременно скончались в своих машинах, оборудованных «АТМОС», и теперь ООН расследует деятельность компании. Доктор обнаруживает, что технология «АТМОС» намного опережает современную земную. Устройство придумал некто Люк Раттиган — восемнадцатилетний гений, который совершил множество открытий и сделал серьёзные изобретения. Доктор решает навестить изобретателя, а Донна хочет навестить свою семью. Между тем Марту захватывают сонтаранцы, которые и стоят за созданием и внедрением устройства. Они используют сознание и память Марты для создания клона, который должен помочь им реализовать их планы. Доктор посещает юного гения, обнаружив у него дома телепорт, и перемещается на корабль сонтаранцев, расположенный на орбите Земли. Сонтаранцы узнают Доктора и пытаются его уничтожить, однако тот телепортируется назад. Поняв, что их план раскрыт, сонтаранцы решают начать войну. «АТМОС» уже установлен на половине земных автомобилей, и теперь он становится оружием, выпускающим губительный газ.